# 许特施拉格
许特施拉格是奥地利萨尔茨堡州蓬高地区圣约翰县的一个市镇。总面积97.18平方公里，总人口941人，人口密度9.7人/平方公里（2001年）。